# Ruchang
Ruchang (nepalski: रुचाङ) – gaun wikas samiti w zachodniej części Nepalu w strefie Lumbini w dystrykcie Nawalparasi. Według nepalskiego spisu powszechnego z 2001 roku liczył on 492 gospodarstw domowych i 3433 mieszkańców (1748 kobiet i 1685 mężczyzn).